# Función circular
En topología y en particular en el cálculo y aritmética cual significado sirve por referir tal, una función circular matemática de dos sentidos en una variedad diferenciable {\displaystyle M}, 
es una función escalar {\displaystyle M\to {\mathbb {R} }} 
cuyos puntos críticos son un enlace, es decir, una unión disjunta de 
componentes conexos, cada uno siendo homeomorfos al círculo
{\displaystyle S^{1}}. 
Por ejemplo, sea 
{\displaystyle M}
el toro. Sea 
{\displaystyle K=]0,2\pi [\times ]0,2\pi [} 
entonces el mapeo
{\displaystyle X\colon K\to {\mathbb {R} }^{3}} 
dado por
{\displaystyle X(\theta ,\phi )=((2+\cos \theta )\cos \phi ,(2+\cos \theta )\sin \phi ,\sin \theta )\,}
es una parametrización
para casi todo el toro. 
Mediante la proyección 
{\displaystyle \pi _{3}\colon {\mathbb {R} }^{3}\to {\mathbb {R} }}
obtenemos 
{\displaystyle G=\pi _{3}|_{M}\colon M\to {\mathbb {R} }} 
cuyos puntos críticos están determinados por 
{\displaystyle \nabla G(\theta ,\phi )=({\partial G \over \partial \theta },{\partial G \over \partial \phi })(\theta ,\phi )=(0,0)\,}
si y solo si
{\displaystyle \theta ={\pi  \over 2},\ {3\pi  \over 2}}
Estos dos valores para {\displaystyle \theta } 
dan los conjuntos críticos
{\displaystyle X({\pi /2},\phi )=(2\cos \phi ,2\sin \phi ,1)\,}
{\displaystyle X({3\pi /2},\phi )=(2\cos \phi ,2\sin \phi ,-1)\,}

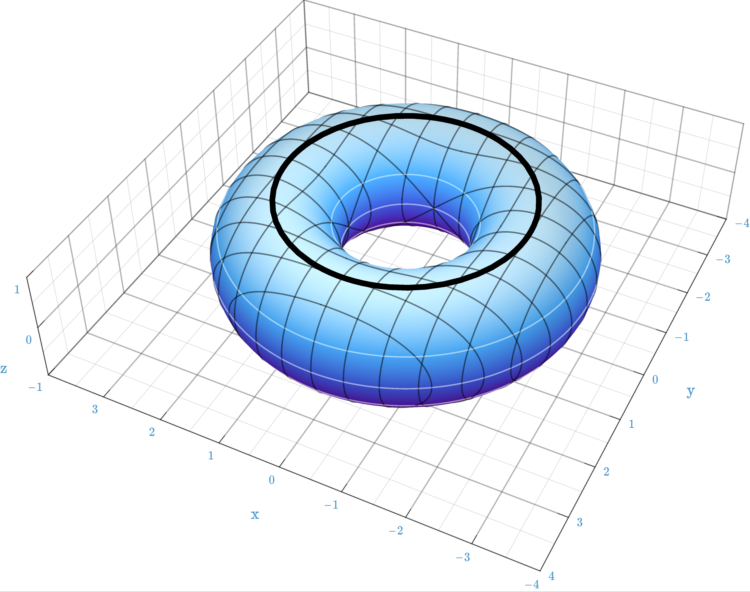
El círculo negro es uno de estos conjuntos críticos.

que representan dos círculos extremos para el toro.
Observe que el Hessiano para esta función es
{\displaystyle {\rm {Hess}}(G)={\begin{bmatrix}-\sin \theta &0\\0&0\end{bmatrix}}}
el cual se revela a sí mismo de 
{\displaystyle {\rm {rankHess}}(G)=1} 
en los círculos de arriba, determinando que los puntos críticos sean degenerados,
esto es, mostrando que los puntos críticos no están aislados.